# Песня о купце Калашникове
«Пе́сня о купце́ Кала́шникове» (полное название «Пе́сня про царя́ Ива́на Васи́льевича, молодо́го опри́чника и удало́го купца́ Кала́шникова») — эпическая  поэма в народном стиле М. Ю. Лермонтова, написанная в 1837 году и впервые опубликованная в 1838 году в «Литературных прибавлениях к „Русскому инвалиду“». В 1840 году эта поэма открыла единственное прижизненное издание поэта — сборник «Стихотворения М. Лермонтова».
Сюжет поэмы разворачивается во времена правления царя Ивана Грозного. Стиль поэмы можно охарактеризовать как русский народный эпос. Она является стилизацией русского народного творчества в большой эпической форме. В основе произведения лежит фольклорный сказочный сюжет, восходящий к народным песням о царе Иване Грозном, многие из которых к XIX веку сохранились и были записаны. Эта поэма в контексте всего творчества поэта воспринимается как своеобразный итог работы Лермонтова над русским фольклором. Также стоит отметить уникальность этого произведения. По жанру и художественному своеобразию она оказалась единственной в своём роде и не получила продолжения ни в творчестве её автора, ни у других поэтов.

## История создания
В своём творчестве Лермонтов часто обращался к истории. Ещё с ранних лет у поэта появился интерес к русскому фольклорному творчеству. Дальнейшему развитию этого интереса способствовала тесная дружба с родственником поэта и славянофилом С. А. Раевским, который был знатоком и собирателем фольклора. Вполне вероятно, что сюжетная линия «Песни…» могла быть навеяна Лермонтову Н. М. Карамзиным. В IX томе его «Истории Государства Российского» имеется упоминание о чиновнике Мясоеде Вислом, который «имел прелестную жену: её взяли, обесчестили… а ему отрубили голову». В какой-то степени нашли своё отражение в поэме и другие фольклорные сюжеты, в частности из сборника Кирши Данилова («Мастрюк Темрюкович», «Иван Годинович» и др.), изданного в 1804 и 1818 гг., которые были несомненно известны поэту.
Также толчком к созданию поэмы могла послужить история трагической дуэли Пушкина. Также, как и герой Лермонтова Калашников, Пушкин защищал не только и не столько свою честь, как честь жены, честь семьи. Этой версии создания «Песни о купце Калашникове» придерживался, в частности, известный русский литературовед Б. М. Эйхенбаум.

## Сюжет
Сюжет поэмы вполне распространённый для романтического произведения и на первый взгляд достаточно прост. Во время царского пира молодой опричник Кирибеевич рассказывает о своей любви к красавице Алёне Дмитриевне. На что царь Иван Грозный повелел ему посвататься к своей возлюбленной и даже предлагает ему драгоценности, чтобы он преподнёс их в дар любимой женщине. Иван намеревается устроить свадьбу Кирибеевича и Алёны Дмитриевны. Кирибеевич скрывает, что она венчана в церкви по закону христианскому с купцом Калашниковым. Он отправляется к Алёне Дмитриевне в церковь, где она была на вечерне.
Далее действие переносится в лавку Калашникова. В этот день не пошла у него торговля, и он собирается уходить. Однако, придя к себе домой, купец не застаёт молодую супругу дома, а детей находит заплаканными. Только поздним вечером оскорблённая и простоволосая Алёна Дмитриевна возвращается к взволнованному мужу и рассказывает ему о том, что молодой опричник Кирибеевич опозорил её перед честным людом прямо на улице. Она падает в ноги к мужу и просит его защитить её доброе имя.

И ласкал он меня, цаловал меня;

На щеках моих и теперь горят,

Живым пламенем разливаются

Поцалуи его окаянные…

А смотрели в калитку соседушки,

Смеючись, на нас пальцем показывали…

Как из рук его я рванулася

И домой стремглав бежать бросилась;

И остались в руках у разбойника

Мой узорный платок, твой подарочек,

И фата моя бухарская.

Опозорил он, осрамил меня,

Меня честную, непорочную, —

И что скажут злые соседушки,

И кому на глаза покажусь теперь?

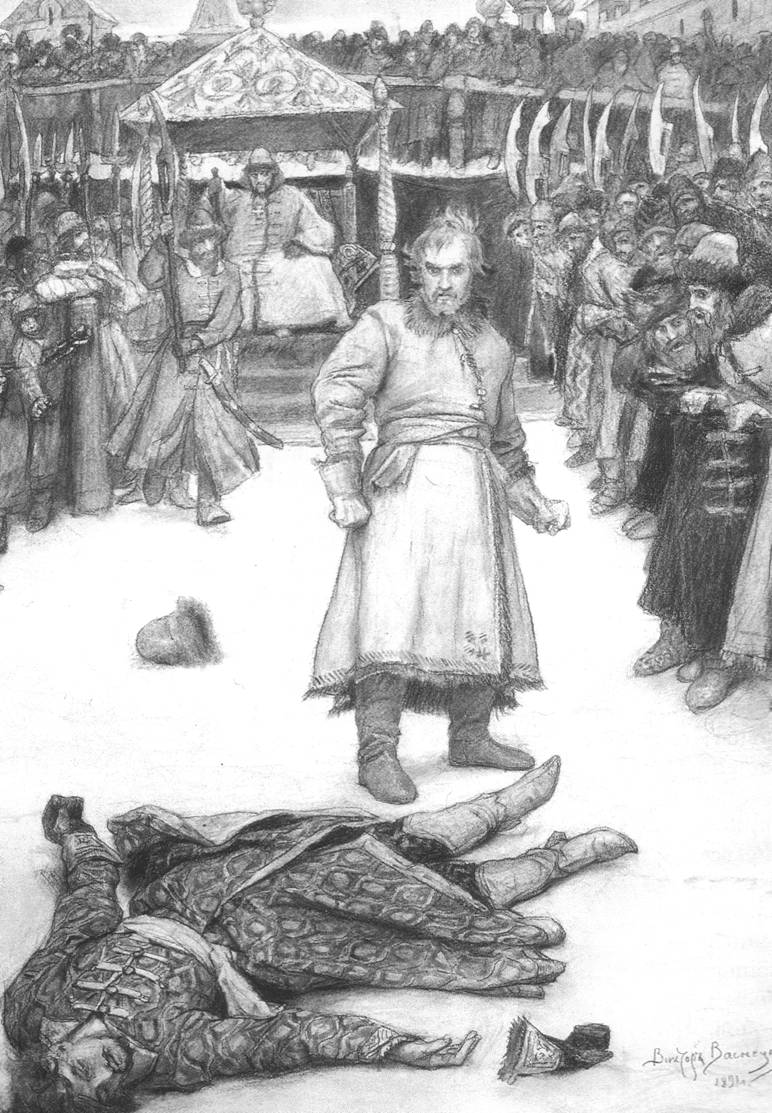
Кулачный бой. Илл. В. М. Васнецова. Итальянский карандаш. 1891 г.

Калашников, зная о тягчайшем оскорблении жены, принимает незамедлительное решение: он решает отомстить оскорбителю за поруганную жену в честном кулачном бою. На следующий день по случаю праздника на Москве-реке устраивались кулачные поединки, посмотреть на которые приехал сам царь со своей свитой. Калашников смело вышел из толпы навстречу обидчику — любимцу Грозного. И вот схлестнулись в кулачной битве удалой купец Калашников и молодой опричник Кирибеевич. Первый удар в грудь Калашникову нанёс царский воин.

Богатырский бой начинается.

Размахнулся тогда Кирибеевич

И ударил в первой купца Калашникова,

И ударил его посередь груди —

Затрещала грудь молодецкая,

Пошатнулся Степан Парамонович;

На груди его широкой висел медный крест

Со святыми мощами из Киева, —

И погнулся крест и вдавился в грудь;

Как роса из-под него кровь закапала
Получив удар в грудь, купец Калашников немного оправился и хватил Кирибеевича кулаком в левой висок, несмотря на то, что удары по голове были грубым нарушением правил кулачного боя. Молодой опричник погиб на месте.

Изловчился он, изготовился,

Собрался со всею силою

И ударил своего ненавистника

Прямо в левый висок со всего плеча.

И опричник молодой застонал слегка,

Закачался, упал замертво;

Повалился он на холодный снег,

На холодный снег, будто сосенка,

Будто сосенка во сыром бору

Под смолистый под корень подрубленная
Царь, видя, как его любимый воин пал замертво от руки удалого купца, в гневе расспрашивает Степана Парамоновича, специально ли или случайно он умертвил противника и если преднамеренно, то за что. Конечно же, купец не может сказать, что послужило убийству опричника, но признаётся: «Я убил его вольной волею». Царь, как судья поединка, приговорил нарушителя правил к единственно возможному наказанию - приказал казнить Калашникова лютой позорной казнью: удалому купцу отрубают голову.

И казнили Степана Калашникова

Смертью лютою, позорною;

И головушка бесталанная

Во крови на плаху покатилася.

Схоронили его за Москвой-рекой,

На чистом поле промеж трёх дорог:

Промеж Тульской, Рязанской, Владимирской,

И бугор земли сырой тут насыпали,

И кленовый крест тут поставили.

И гуляют-шумят ветры буйные

Над его безымянной могилкою.
Перед смертью купец просит царя помиловать свою жену, детей и братьев. Его просьбу царь исполняет: вдове и детям он назначает казённое содержание, а братьям разрешает торговать беспошлинно.

## Анализ произведения

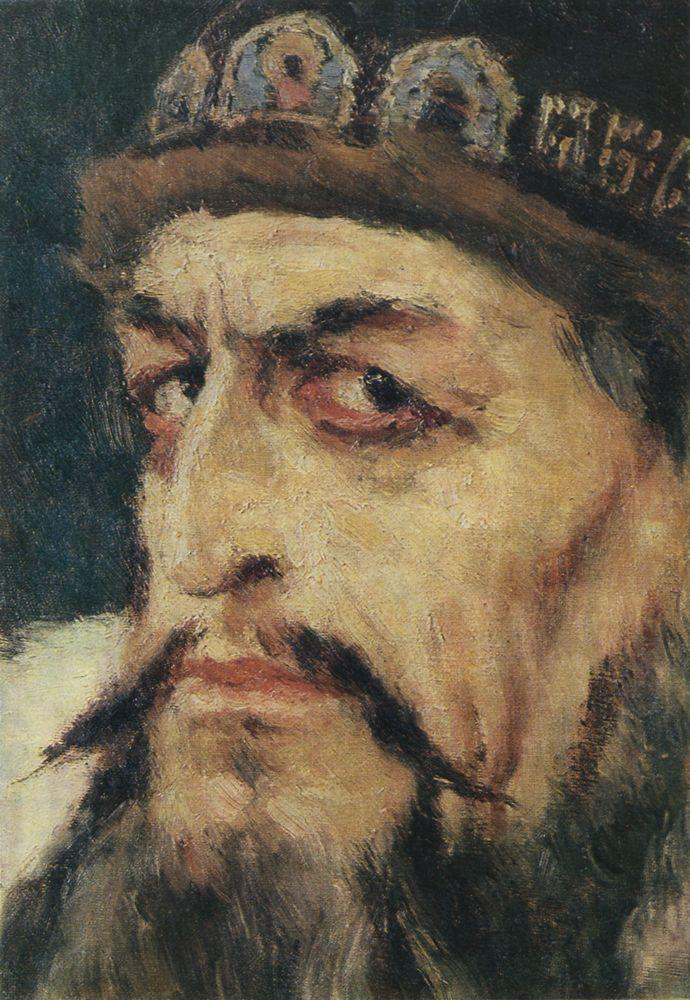
«Царь Иван Васильевич Грозный», Васнецов, 1897

В центре поэмы стоит проблематика соотношения царской власти, закона, справедливости и милосердия. Это один из главных вопросов всей русской литературы начала XIX века. В центре внимания Лермонтова — нравственные и политические проблемы своей эпохи, судьба и права человека в ней. Писатель рассуждает над проблемами своей эпохи: нужны ли его времени люди чести, нужна ли сильная личность власти?
Все герои «Песни…» — прежде всего яркие, самобытные, могучие личности. Опричник Кирибеевич идёт против устоявшегося порядка, так как полюбил замужнюю женщину. Причём как воин привилегированной части общества — опричнины — он чувствует свою абсолютную безнаказанность. Царь Иван IV косвенно потворствует своему любимцу в его «атаке» на мать семейства и добропорядочную жену. А центральная фигура в поэме — удалой купец Калашников — является олицетворением героического национального начала, выразителем народных представлений о правде, чести, достоинстве, и обнаруживает неожиданную способность к бунту (что идет вразрез с концепцией славянофилов). В первый раз его бунт проявляется в том, что он поднимает руку на опричника, являющегося заодно ещё и царским любимцем. Делая это, купец рискует жизнью, но иначе поступить он не может. А второй раз он бунтует, отказываясь раскрыть царю правду. Калашников знает, что он тогда может избежать казни, но стремление спасти жену от позора оказывается сильнее естественного страха смерти. В конце поэмы купец смиренен перед волей царя, вынесшего ему смертный приговор, поскольку этот приговор заслужен - нарушив правила кулачного боя, Калашников сам поступил бесчестно, пытаясь защитить честь своей жены. Он убил человека и не может ждать к себе снисхождения. 
Царь Иван Грозный в поэме показан справедливым и мудрым правителем, он судит бой по правилам и берет на себя заботу о семье Калашникова. Также, предлагая Кирибеевичу посвататься к возлюбленной, царь советует ему отступиться в случае отказа, уважая решение девушки.

## Публикация и отзывы
Поэма была напечатана при жизни поэта в 1838 г. в «Литературных прибавлениях к „Русскому инвалиду“» (30 апр., № 18, с. 344—347) и в 1840 г. в сборнике «Стихотворения М. Лермонтова» (с. 1—31). Автограф не сохранился.
В издании «Стихотворений» поэма датирована 1837 годом, но возможно, что замысел её возник несколько раньше. По содержанию она связана как со стихотворением «Бородино» (1837), пафос которого — мечта о богатырях духа, так и с «Думой» (1838 г.), исполненной негодования на больное, бездеятельное поколение. Произведение получило высокие оценки современников.
В. Г. Белинский писал: «Здесь поэт от настоящего мира не удовлетворяющей его русской жизни перенесся в её историческое прошедшее, подслушал биение его пульса, проник в сокровеннейшие и глубочайшие тайники его духа, сроднился и слился с ним всем существом своим, повелся его звуками, усвоил себе склад его старинной речи, простодушную суровость его нравов, богатырскую силу и широкий размет его чувства и, как будто предшественник этой эпохи, принял условия.»
Публикация поэмы встретила серьёзные затруднения. Цензура не сразу разрешила печатать произведение поэта, незадолго до того попавшего в опалу за стихи на смерть Пушкина и только что сосланного на Кавказ. Благодаря хлопотам В. А. Жуковского поэма всё же была опубликована, однако цензоры не позволили поставить имя автора, и «Песня…» вышла с подписью «…въ».
В 1838 году появился первый печатный отзыв Белинского о Лермонтове, связанный именно с «Песней…», в котором он написал: «… не боимся попасть в лживые предсказатели, сказавши, что наша литература приобретает сильное и самобытное дарование», также справедливо отметив, что «поэт вошел в царство народности, как её полный властелин, и, проникнувшись её духом, слившись с нею, он показал только своё родство с нею, а не тождество».
А вот как отозвался о поэме декабрист Н. А. Бестужев в письме брату П. А. Бестужеву 4 июля 1838 г. из Петровского завода: «Недавно прочли мы в приложении к Инвалиду „Сказку о купеческом сыне Калашникове“. Это превосходная маленькая поэма… вот так должно передавать народность и её историю! Если тебе знаком и этот … въ — объяви нам эту литературную тайну. Ещё просим сказать: кто и какой Лермонтов написал „Бородинский бой“?»
Высоко оценил поэму и Максим Горький: «„Песня…“, — писал он, — …даёт нам право думать, что Лермонтов… достойный преемник Пушкина… мог бы, со временем, развиться в первоклассного народного поэта».

## В других видах искусства

### Иллюстрации
- Поэму иллюстрировали: В. П. Белкин, И. Я. Билибин, А. М. и В. М. Васнецовы, М. А. Врубель, А. А. Гурьев, В. М. Конашевич, Н. Кошелев, Э. М. Криммер, Б. М. Кустодиев, М. Е. Малышев, М. В. Нестеров, Е. И. Плехан, А. А. Радаков, И. Е. Репин, В. Семенов, В. А. Суреньянц, В. И. Суриков, М. Е. Ушаков-Поскочин, В. А. Фаворский, А. И. Шарлемань, В. Г. Шварц и др.

### Музыка
- Купец Калашников (1870-е годы) — опера композитора Антона Рубинштейна из трёх актов по мотивам лермонтовской поэмы.
- Песня про царя Ивана Васильевича, молодого опричника и удалого купца Калашникова — в исполнении П. Садовского.

### Кинематограф
- Песнь про купца Калашникова (1909) — немой художественный короткометражный фильм Василия Гончарова, один из первых художественных фильмов в истории кинематографа России.
- Сцена боя Калашникова и Кирибеевича экранизирована в фильме «Спорт, спорт, спорт» Элема Климова (1970).